# Cinemascope

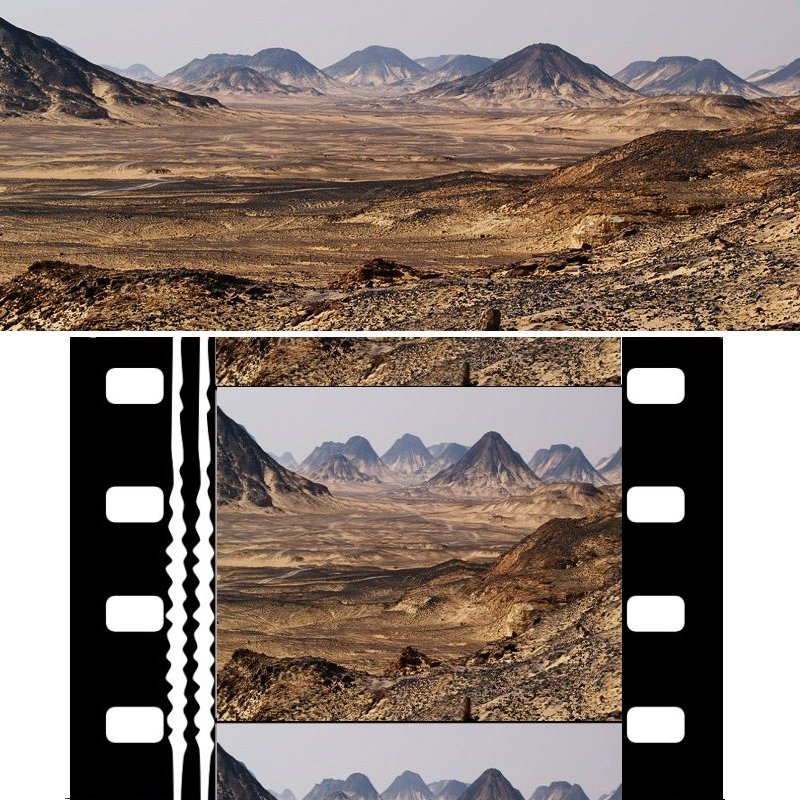
Normaal beeld (boven) en samengeperste (anamorfotische) opname op 35 mm (CinemaScope)

Cinemascope of CinemaScope is een in 1953 door de Amerikaanse filmmaatschappij 20th Century Fox geïntroduceerd systeem voor opname en projectie van extra-brede beelden op bioscoopfilm (de zogenaamde muur-tot-muurprojectie). De eerste film met dit systeem was The Robe.

## Techniek
Optisch was het systeem nog niet perfect (vervorming aan de beeldranden), maar het was veel eenvoudiger dan het oudere Cinerama uit 1952.
Het brede Cinemascope-beeld wordt tijdens de opname via een anamorfotisch objectief tot het gebruikelijke 35mm-formaat samengeperst, en wordt dus op normale 35mm-film opgenomen. Tijdens de projectie wordt het beeld door het objectief weer 'uitgerekt' tot het brede Cinemascope-formaat.
Er is hierdoor geen speciale camera en geen speciale projector nodig, men kan volstaan met het vervangen van de optiek.

## Geschiedenis
Toen de filmindustrie eind jaren 1950 in een malaise raakte, werd het systeem pas echt een succes. Het muur-tot-muur-projectieprincipe maakte de kijkervaring nog meer levensecht. Vanuit de branche werd benadrukt dat men een film thuis op de televisie niet zo geweldig kon beleven als in de bioscoop.
Later heeft het betere Panavision-systeem het Cinemascope-systeem verdrongen. De basis voor het Cinemascope-systeem was overigens reeds gelegd in de jaren twintig, toen ook al veel werd geëxperimenteerd met afwijkende filmformaten.